# Parafia Miłosierdzia Bożego w Lipowym Polu
Parafia Miłosierdzia Bożego w Lipowym Polu – jedna z 14 parafii dekanatu skarżyskiego diecezji radomskiej. 

## Historia
- Wieś Lipowe Pole należała w XV w. do klasztoru w Wąchocku. Kościół pw. Miłosierdzia Bożego, według projektu arch. Jerzego Maja, Henryka Sarwińskiego i konstr.Stanisława Duchnika i Tadeusza Czerwińskiego, zbudowany został w latach 1983–1990 staraniem księży: Zygmunta Gila, Henryka Ochmańskiego i Bogdana Przysuchy. Poświęcenia świątyni dokonał w 1985 bp. Adam Odzimek. Parafia została erygowana 1 czerwca 1989 przez bp. Edwarda Materskiego z wydzielonego terenu parafii Skarżysko Kościelne. Kościół jest zbudowany z białej cegły.

## Terytorium
- Do parafii należą: Lipowe Pole Skarbowe, Lipowe Pole Plebańskie[1].

## Proboszczowie
- 1987 - 1989 - ks. Henryk Ochmański
- 1989 - 1996 - ks. Bogdan Przysucha
- 1996 - 1999 - ks. Jan Jurek
- 1999 - 2008 - ks. kan. Marian Tomasz Darowski
- 2008 - nadal - ks. Mirosław Maciąg